# Radja Jeroszyna
Radja Nikołajewna Jeroszyna, z domu Nurgajewa (ros. Радья Николаевна Ерошина z domu Нургаева, ur. 17 września 1930 w Iżewsku, zm. 23 września 2012) – rosyjska biegaczka narciarska reprezentująca Związek Radziecki, czterokrotna medalistka olimpijska oraz dwukrotna medalistka mistrzostw świata.

## Kariera
Jej olimpijskim debiutem były igrzyska w Cortinie d’Ampezzo w 1956 roku. Wspólnie z Lubow Kozyriewą i Alewtiną Kołcziną wywalczyła srebrny medal w sztafecie 3 × 5 km km. Ponadto w biegu na 10 km techniką klasyczną zdobyła kolejne srebro, ulegając jedynie Kozyriewej. Cztery lata później, podczas igrzysk olimpijskich w Squaw Valley Jeroszyna, która biegła na pierwszej zmianie sztafety, upadła i złamała jeden z kijków. Wymiana kijka spowodowała, że straciła cztery minuty. Mimo że biegnące po niej Marija Gusakowa i Lubow Baranowa biegły dobrze to nie zdołały dogonić reprezentantek Finlandii, które zdobyły złoty medal. Sztafecie radzieckiej przypadł srebrny medal. Na tych samych igrzyskach Jeroszyna wywalczyła brązowy medal w biegu na 10 km plasując się za: zwyciężczynią biegu Gusakową oraz drugą na mecie Baranową.
W 1958 roku wystartowała na mistrzostwach świata w Lahti wraz z Alewtiną Kołcziną i Lubow Kozyriewą zdobywając złoto w sztafecie. Zajęła także czwarte miejsce w biegu na 10 km, walkę o brązowy medal przegrywając z Siiri Rantanen z Finlandii. Startowała także na mistrzostwach świata w Zakopanem w 1962 roku, gdzie wywalczyła brązowy medal w biegu na 10 km. Lepsze okazały się jedynie jej rodaczki: Kołczina i Gusakowa. Na kolejnych mistrzostwach świata już nie startowała.
W 1958 roku wygrała bieg na 10 km podczas Holmenkollen ski festival. Ponadto Jeroszyna czterokrotnie zdobywała tytuł mistrzyni Związku Radzieckiego: w biegu na 5 km w 1957 i 1959 roku oraz w biegu na 10 km w 1955 i 1957 roku.

## Osiągnięcia

### Igrzyska olimpijskie
| Miejsce | Dzień       | Rok  | Miejscowość       | Konkurencja             | Czas biegu | Strata | Zwyciężczyni    |
| ------- | ----------- | ---- | ----------------- | ----------------------- | ---------- | ------ | --------------- |
| 2.      | 28 stycznia | 1956 | Cortina d’Ampezzo | 10 km stylem klasycznym | 38:11      | +0:5   | Lubow Kozyriewa |
| 2.      | 1 lutego    | 1956 | Cortina d’Ampezzo | Sztafeta 3 × 5 km       | 1:09:01    | +0:27  | Finlandia       |
| 3.      | 20 lutego   | 1960 | Squaw Valley      | 10 km stylem klasycznym | 39:46,6    | +19,4  | Marija Gusakowa |
| 2.      | 26 lutego   | 1960 | Squaw Valley      | Sztafeta 3 × 5 km       | 1:04:21,4  | +0,21  | Szwecja         |

### Mistrzostwa świata
| Miejsce | Dzień     | Rok  | Miejscowość | Konkurencja             | Czas biegu | Strata  | Zwyciężczyni      |
| ------- | --------- | ---- | ----------- | ----------------------- | ---------- | ------- | ----------------- |
| 4.      | 5 marca   | 1958 | Lahti       | 10 km stylem klasycznym | 44:49,0    | +1:32,8 | Alewtina Kołczina |
| 1.      | 7 marca   | 1958 | Lahti       | Sztafeta 3 × 5 km       | 58:32,4    | -       | -                 |
| 3.      | 21 lutego | 1962 | Zakopane    | 10 km stylem klasycznym | 39:48,2    | +1:28,9 | Alewtina Kołczina |